# Kmeti
Kmeti (wł. Metti) – wieś w Chorwacji, w żupanii istryjskiej, w mieście Umag. W 2011 roku liczyła 323 mieszkańców.